# Prisoners in Paradise (låt)
Prisoners in Paradise är en låt av hårdrocksgruppen Europe skriven av Joey Tempest, som är tagen ur albumet Prisoners in Paradise 1991. Titeln kommer från bandmedlemmarnas tid i Västindien då de inte kunde lämna paradiset för att komma hem till Sverige på grund av skatteskäl.
En musikvideo spelades in i Frankrike, Paris i augusti 1991. Nick Morris regisserade åter igen.
Prisoners in Paradise blev en radiohit i Sverige och ses som en av de mest kända låtarna från gruppen.

## Listplaceringar
| Lista (1991) | Topplacering |
| ------------ | ------------ |
| Sverige      | 8            |

## Musiker
- Joey Tempest - sång
- Kee Marcello - gitarr
- John Levén - bas
- Mic Michaeli - klaviatur
- Ian Haugland - trummor

### Fotnoter
1. ↑  http://hitparad.se/showitem.asp?interpret=Europe&titel=Prisoners+In+Paradise&cat=s